# Russischer Badmintonpokal
Der Russische Badmintonpokal (russisch Кубок России личный) ist neben der Russischen Badmintonmeisterschaft die bedeutendste nationale Veranstaltung im Badminton in Russland in den Einzel- und Doppeldisziplinen.

## Die Titelträger
| Saison | Herreneinzel     | Dameneinzel          | Herrendoppel                          | Damendoppel                            | Mixed                                |
| ------ | ---------------- | -------------------- | ------------------------------------- | -------------------------------------- | ------------------------------------ |
| 2006   | Stanislav Pukhov | Evgenia Dimova       | Vitaliy Durkin Alexandr Nikolaenko    | Evgenia Dimova Anna Evremova           | Vitaliy Durkin Valeria Sorokina      |
| 2007   | Vladimir Ivanov  | Ekaterina Ananina    | Vitaliy Durkin Alexandr Nikolaenko    | Nina Vislova Valeria Sorokina          | Vitaliy Durkin Valeria Sorokina      |
| 2008   | Vladimir Ivanov  | Ekaterina Ananina    | Vitaliy Durkin Alexandr Nikolaenko    | Nina Vislova Valeria Sorokina          | Vitaliy Durkin Nina Vislova          |
| 2009   | Vladimir Ivanov  | Olga Golovanova      | Evgeny Dremin Stanislav Pukhov        | Nina Vislova Valeria Sorokina          | Evgeny Dremin Valeria Sorokina       |
| 2010   | Vladimir Ivanov  | Tatjana Bibik        | Vitaliy Durkin Alexandr Nikolaenko    | Nina Vislova Valeria Sorokina          | Vitaliy Durkin Nina Vislova          |
| 2011   | Stanislav Pukhov | Olga Golovanova      | Vitaliy Durkin Alexandr Nikolaenko    | Nina Vislova Valeria Sorokina          | Vitaliy Durkin Nina Vislova          |
| 2012   | Vladimir Malkov  | Romina Gabdullina    | Vladimir Ivanov Ivan Sozonov          | Tatjana Bibik Anastasia Chervyakova    | Sergei Lunew Evgenia Dimova          |
| 2013   | Anton Ivanov     | Victoria Slobodjanuk | Andrej Ashmarin Vitaliy Durkin        | Nina Vislova Anastasia Chervyakova     | Vitaliy Durkin Nina Vislova          |
| 2014   | Vladimir Malkov  | Ella Diehl           | Andrey Parakhodin Nikolai Ukk         | Nina Vislova Anastasia Chervyakova     | Alexandr Nikolaenko Valeria Sorokina |
| 2015   | Anton Ivanov     | Evgeniya Kosetskaya  | Vasily Kuznetsov Nikita Khakimov      | Ekaterina Bolotova Evgeniya Kosetskaya | Anatoliy Yartsev Evgeniya Kosetskaya |
| 2016   | Vladimir Malkov  | Elena Komendrovskaja | Andrej Iwanow Anton Nazarenko         | Olga Morozova Anastasia Chervyakova    | Rodion Kargaev Ekaterina Bolotova    |
| 2017   | Sergey Sirant    | Evgeniya Kosetskaya  | Vasily Kuznetsov Alexandr Nikolaenko  | Olga Morozova Anastasia Chervyakova    | Rodion Alimov Alina Davletova        |
| 2018   | Sergey Sirant    | Evgeniya Kosetskaya  | Konstantin Abramov Alexandr Zinchenko | Olga Morozova Anastasia Chervyakova    | Rodion Alimov Alina Davletova        |
| 2019   | Sergey Sirant    | Evgeniya Kosetskaya  | Alexandr Zinchenko Nikita Khakimov    | Olga Morozova Anastasia Akchurina      | Vitaliy Durkin Nina Vislova          |
| 2020   | Vladimir Malkov  | Evgeniya Kosetskaya  | Konstantin Abramov Rodion Alimov      | Anastasia Akchurina Olga Morozova      | Rodion Alimov Alina Davletova        |
| 2021   | Georgii Karpov   | Evgeniya Kosetskaya  | Konstantin Abramov Rodion Alimov      | Alina Davletova Evgeniya Kosetskaya    | Rodion Alimov Alina Davletova        |
| 2022   | Sergey Sirant    | Evgeniya Kosetskaya  | Vladimir Ivanov Ivan Sozonov          | Anastasia Akchurina Olga Morozova      | Rodion Alimov Alina Davletova        |
| 2023   | Georgiy Karpov   | Evgeniya Kosetskaya  | Alexandr Zinchenko Nikita Khakimov    | Evgeniya Kosetskaya Anastasia Redkina  | Rodion Alimov Alina Davletova        |
| 2024   | Artur Pechenkin  | Evgeniya Kosetskaya  | Alexandr Zinchenko Artur Pechenkin    | Anastasia Akchurina Alina Davletova    | Rodion Alimov Alina Davletova        |